# Лем ъф Год
„Лем ъф Год“ (на английски: Lamb of God – „Агнец“) е хеви/груув метъл група, сформирана през 1994 година в град Ричмънд, щата Вирджиния, САЩ.
Групата се състои от вокалиста Ренди Блайт, китаристите Марк Дуейн Мортън и Уилям М. Адлър, басиста Джон Стивън Кембъл и барабаниста Кристофър Джеймс Адлър. Счита се че бандата е сред лидерите на Новата вълна в американския хевиметъл.
От основаването си насам групата официално е издала 6 студийни записа, 1 записан на живо албум и 3 DVD-та. Нейните продажби в Съединените щати наброяват приблизително 2 милиона броя. През 2007 г. е номинирана за наградата „Грами“ в категорията „Най-добър метъл албум“ за песента Sacrament.